# Puchar Narodów Afryki 2025 (kwalifikacje)/Grupa A
Grupa A jest jedną z dwunastu grup eliminacji do turnieju o Puchar Narodów Afryki 2025. Składa się z czterech wymienionych niżej reprezentacji:
- Tunezja
- Madagaskar
- Komory
- Gambia

## Tabela
| Lp. | Drużyna        | M | Z | R | P | B+ | B- | +/– | Pkt | Kwalifikacja      |
| --- | -------------- | - | - | - | - | -- | -- | --- | --- | ----------------- |
| 1   | Komory (A)     | 6 | 3 | 3 | 0 | 7  | 4  | +3  | 12  | Awans na PNA 2025 |
| 2   | Tunezja (A)    | 6 | 3 | 1 | 2 | 7  | 6  | +1  | 10  | Awans na PNA 2025 |
| 3   | Gambia (E)     | 6 | 2 | 2 | 2 | 6  | 6  | 0   | 8   |                   |
| 4   | Madagaskar (E) | 6 | 0 | 2 | 4 | 4  | 8  | −4  | 2   |                   |

|            | Tunezja | Madagaskar | Komory | Gambia |
| ---------- | ------- | ---------- | ------ | ------ |
| Tunezja    | X       | 1:0        | 0:1    | 0:1    |
| Madagaskar | 2:3     | X          | 1:1    | 1:1    |
| Komory     | 1:1     | 1:0        | X      | 1:1    |
| Gambia     | 1:2     | 1:0        | 1:2    | X      |

## Mecze

### Kolejka 1
| 4 września 2024 18:00 CEST | Komory · M’Changama 37' | 1:1(1:1)Raport | Gambia · 45+1' Barrow | Stade El Abdi, Al-Dżadida (Maroko) Sędzia: Chelangat Sabilla |
|                            |                         |                |                       |                                                              |

| 5 września 2024 21:00 CEST | Tunezja · Sassi 90+8' | 1:0(0:0)Raport | Madagaskar | Stadion Olimpijski, Radis Sędzia: Jean-Jacques Ndala |
|                            |                       |                |            |                                                      |

### Kolejka 2
| 8 września 2024 17:00 CEST | Gambia · Sowe 14' | 1:2(1:1)Raport | Tunezja · 11' Abdi · 75' Ben Romdhane | Stade El Abdi, Al-Dżadida (Maroko) Sędzia: Tewodros Mitiku |
|                            |                   |                |                                       |                                                            |

| 9 września 2024 17:00 CEST | Madagaskar · Andriamahitsinoro 9' | 1:1(1:1)Raport | Komory · 41' M’Changama | Stade d’honneur d’Oujda, Wadżda (Maroko) Sędzia: Patrice Mebiame |
|                            |                                   |                |                         |                                                                  |

### Kolejka 3
| 11 października 2024 16:00 CEST | Madagaskar · Couturier 45+2' | 1:1(1:0)Raport | Gambia · 90+7' Minteh | Stade Larbi Zaouli, Casablanca (Maroko) Sędzia: Chelanget Sabila |
|                                 |                              |                |                       |                                                                  |

| 11 października 2024 21:00 CEST | Tunezja | 0:1(0:0)Raport | Komory · 63' Saïd | Stadion Olimpijski, Radis Widzów: 20 000 Sędzia: Joseph Ogabor |
|                                 |         |                |                   |                                                                |

### Kolejka 4
| 14 października 2024 16:00 CEST | Gambia · Barrow 62' | 1:0(0:0)Raport | Madagaskar | Stade El Abdi, Al-Dżadida (Maroko) Sędzia: Bouchra Karboubi |
|                                 |                     |                |            |                                                             |

| 15 października 2024 21:00 CEST | Komory · Selemani 49' | 1:1(0:0)Raport | Tunezja · 68' Meriah | Stade National de la Côte d’Ivoire, Abidżan (Wybrzeże Kości Słoniowej) Widzów: 1 112 Sędzia: Tsegay Mogos Teklu |
|                                 |                       |                |                      | |

### Kolejka 5
| 14 listopada 2024 17:00 CET | Madagaskar · Memmiche 20' (sam.) · Amada 45+3' | 2:3(2:2)Raport | Tunezja · 6' Rafia · 39' Ltaief · 90+3' Abdi | Loftus Versfeld Stadium, Pretoria (Południowa Afryka) Sędzia: Pierre Atcho |
|                             |                                                |                |                                              |                                                                            |

| 15 listopada 2024 20:00 CET | Gambia · Jatta 18' | 1:2(1:1)Raport | Komory · 25' Saïd · 90' Maolida | Independence Stadium, Bakau Sędzia: Ibrahim Mutaz |
|                             |                    |                |                                 |                                                   |

### Kolejka 6
| 18 listopada 2024 18:00 CET | Komory · Bourhane 47' | 1:0(0:0)Raport | Madagaskar | Grand Stade Al-Hoceima, Al-Husajma (Maroko) Sędzia: Mahmood Ismail |
|                             |                       |                |            |                                                                    |

| 18 listopada 2024 20:00 CET | Tunezja | 0:1(0:1)Raport | Gambia · 17' Ceesay | Stadion Olimpijski, Radis Sędzia: Daniel Nii Laryea |
|                             |         |                |                     |                                                     |

## Strzelcy

### 2 gole
- Musa Barrow
- Youssouf M’Changama
- Rafiki Saïd
- Ali Abdi

### 1 gol
- Abdoulie Ceesay
- Alassana Jatta
- Yankuba Minteh
- Ali Sowe
- Yacine Bourhane
- Myziane Maolida
- Faïz Selemani
- Ibrahim Amada
- Carolus Andriamahitsinoro
- Clément Couturier
- Mohamed Ali Ben Romdhane
- Sayfallah Ltaief
- Yassine Meriah
- Hamza Rafia
- Ferjani Sassi

### Gole samobójcze
- Amanallah Memmiche (dla Madagaskaru)